# Uduba goodmani
Uduba goodmani is een spinnensoort uit de familie Udubidae. De soort komt voor in Madagaskar.